# Voetbalkampioenschap van Burundi
Om het voetbalkampioenschap van Burundi wordt sinds 1963 gestreden. Tegenwoordig wordt de titel vergeven aan de kampioen van de Primus League, de hoogste voetbaldivisie van het land die wordt georganiseerd door de Burundese voetbalbond.